# Flash (émission de télévision québécoise)
Pour les articles homonymes, voir Flash.
Flash est une émission de télévision québécoise d'informaton artistique et culturelle diffusée quotidiennement en début de soirée à 18 h 30 entre 1994 et 2008 sur le réseau TQS.

## Synopsis
L'équipe de Flash restait comme toujours à l'affût de l'actualité québécoise et internationale. Que ce soit au festival du film de Venise, à celui de Toronto, à un lancement de disques ou sur un plateau de tournage.

## Équipe
- Animation : Patricia Paquin (1994-2006), Francis Reddy (1995-1996)[1], Alain Dumas (1996-2005)[2], Anne-Marie Withenshaw (2006-2007)
Pierre Brassard (2007-2008)
- Reportages : Sébastien Benoit, Herby Moreau, Marie-Louise Arsenault, Patricia Tadros, Jean-Michel Dufaux, Isabelle Racicot, Isabelle Boutin (Québec), Manuel Hurtubise, Patrick Marsolais, Anne-Marie Withenshaw, Angelo Cadet, Virginie Coossa, Patrick Masbourian, Natalie Poirier, Claudine Prévost, Karyne Lefevbre, Jean-Pierre Gravel,  Rebecca Makonnen.
- Chroniques : René Homier-Roy (cinéma), Nicolas Tittley (disques), Chantal Lamarre (spectacles), André Montmorency (restos), Mylène Roy (magazines, revue de presse), Élyse Marquis (enfants), Guylaine Tremblay (vidéocassettes), Marie Plourde, Philippe Renaud, Richard Martineau (cinéma), Antoine Mongrain (jeux vidéo)
- Recherche : Carole Lavoie, Isabelle Racicot, Marc Soucy, Nina Duke Beaubien, Naggy Boilard, Camélia Desrosiers, Annie Leclerc, Marie-Claude Paradis, Laura Sabbah
- Réalisation-coordination : Guy Gagnon
- Réalisation : Marie-Julie Parent
- Productrice : Marie-Hélène Roy
- PRoducteur délégué : Marc Soucy
- Société de production : Motion International (Coscient), puis Zone3[3]

## Récompenses
- 2003 et 2005 : Prix Gémeaux

## Émissions similaires
- Fax, diffusée à MusiquePlus
- Jet 7 (2000-2001), diffusée sur le réseau TVA animé par Charles Lafortune et Geneviève Borne